# Давид Відгоф
Давід Осипович Відгоф (5 травня 1867 Одеса, Російська імперія — 20 липня 1933 Сен-Клер-сюр-Епт, Валь-д'Уаз) — українсько-французький художник, дизайнер, ілюстратор і карикатурист українського походження.

## Біографія
Давід Відгоф народився в Одесі 5 травня 1867 року.
Після закінчення Імператорської академії в Одесі виїхав до Мюнхена, де вступив до Королівської академії в клас Йоганна Каспара Гертериха (1843—1905). 
У серпні 1887 року він приїхав до Парижа і вступив до Академії Жуліана, де був учнем Тоні Роберта-Флері та Жуля Жозефа Лефевра. Виставлявся у Салонах 1888, 1891 та 1893 років. Він подорожує до Бразилії і засновує школу образотворчого мистецтва в штаті Пара. Повернувшись у Париж, він живе на Монмартрі й дружить з Альфонсом Мухою та, Леоном Дешамом. Він також познайомився з Гюгом Делормом і Жюлем Рокесом, з чого почалася співпраця для ілюстрації тижневика в компанії Віллетта, серед інших. 
З 1896 року він став основним постачальником малюнків і портретів діячів мистецтва і розваг.
Портретист зі світу літератури, театру та цирку, він у тому ж дусі, що й Жан-Луї Форен та Стейнлен. 
Він також малював пейзажі Нормандії, Турена та Провансу, а також вуличні сцени та інтер'єрні портрети з дуже контрастною та все більш стилізованою палітрою і виставляв їх у Салоні Незалежних, Осінньому Салоні та Салоні Тюїльрі.
У 1907 році він переїхав до Одресселю, де малювали його колеги Альбер-Ернест Карр'є-Беллез і Каролюс-Дюран.

## Робота

### Плакати
- Його чекає смерть, кохання. Колабранд, 1895, Minot Establishment, Париж, Національна бібліотека Франції[6] .
- Перша щорічна виставка студентів Академії Джуліана. Галерея Волларда, 1897.
- Стовп Монтеро, 1899 рік.
- Естреля де лос Ріос, 1906, Париж, Національна бібліотека Франції[7] .

### Книжкові ілюстрації

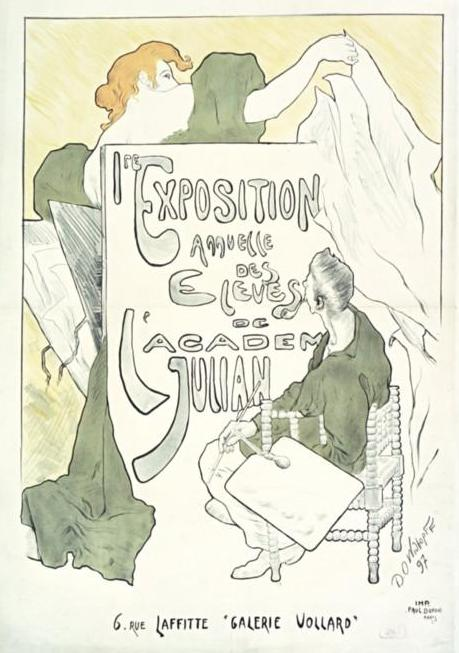
Щорічна виставка студентів Академії Жуліана (1897), плакат, Париж, BnF

- Луї Латурретт, «Убите серце». Неопублікований сучасний роман, дві літографії, Париж, La Librairie Parisienne, 1898.
- Теодор Ботрел, Казки про літ-Кло, а потім пісні, щоб сказати. Бретонські історії та легенди, з двадцятьма літографіями, Париж, Жорж Онде, 1900.
- Поль Брюла, Пригода Кабасу, Париж, П'єр Дувіль, 1905.
- Georges d'Esparbès, Залізний Breaker, Париж, Луї Мішо, 1908.
- Поль Брюла, Ла Ганг, Париж, Альбін Мішель, 1909.
- Жанна Ландре, Безперервний шалот. Роман Монмартрських манер, Париж, Луї Мішо, 1910.
- Абель Герман, Спогади Віконта де Курп'єра свідком, передмова Леона Блюма, Париж, Луї Мішо, 1910.
- Луї Артус, Le Petit Dieu [театр], Париж, La Petite Illustration, 1910.
- Джин Отт, Три горбати. Фабльо на 1 дію, у віршах, за Трувером Дюран де Дуе, Париж, Edition de l'hexagramme, 1911.
- Остання година, п'єса в чотирьох діях, 1912.

### Картини
- Ла-Рош-сюр-Йон, муніципальний музей: російський танець, пастель на папері .
- Лімож :
  - Цирк-театр Ліможа: оздоблення, 1924 р., знищений 1958 р.
  - Музей образотворчого мистецтва:
    - Вольтіжери;
    - Явища;
    - бурлескний парад;
    - Амазонка;
    - Боксер бореться з кенгуру.
- Париж, музей Лувр: малюнок на папері пурпуровим чорнилом, присвячений Ісааку Павловському, що зображує пару російських селян, що гуляють сільською місцевістю.